# 牧阿佐美バレヱ団
一般財団法人牧阿佐美バレヱ団（まきあさみバレエだん） は、東京都中野区にあるバレエ団。

## 歴史、沿革
橘秋子により1933年に設立された橘バレヱ研究所を前身として、1956年に設立。総監督は、1971年から1994年までが牧阿佐美、1994年からは三谷恭三が務めている。草刈民代、逸見智彦などの著名ダンサーを輩出した、国内有数のバレエ団の一つである。巨匠とのコラボレーションも多く、同バレエ団のためにローラン・プティが『デューク・エリントン・バレエ』を振り付けている。
1970年以来、海外公演を行っている。関連団体には、公益財団法人橘秋子記念財団、橘バレヱ学校、青山バレヱハウスなどがある。
2014年1月、東京都文京区と事業提携を締結。新たに文京シビックホールを拠点とした公演活動を行うこととなった。
2015年（平成27年）10月6日、一般財団法人牧阿佐美バレヱ団を設立。

## 助成金返還請求
2015年8月、文化庁と日本芸術文化振興会は、牧阿佐美バレエ団を運営する公益財団法人橘秋子記念財団（東京・渋谷）に、助成金と加算金計約6700万円の返還を請求したと発表した。同財団は2009年に助成金で同バレエ団の美術装置を作成したのち公演後に無断で売却、衣装レンタル費用の支払いの証拠書類が確認できないといった問題が見つかった。文化庁と振興会は不適切な処理だったとして加算金を上乗せして請求、財団側は当時の担当者に着服などの不正はなかったが返還請求には応じるとしている。

## チケットノルマ・社会保障
チケット買取は無いが、ギャラとして、チケットを渡され、売らないと収入にならない。10,000円-15,000円と高額なので一般の方には売れず団員はバレエ講師として生徒をOB含めて多く抱えていることが重要。2016年ごろまでその体制だったと確認されている。社会保障やトウシューズ支給も無かった。

## ロシアによるウクライナ侵攻の影響
2022年2月のロシアによるウクライナ侵攻を受け、同年4月6日、6月11,12日に上演の「ノートルダム・ド・パリ」に出演予定であったデニス・ロジキン（ボリショイ・バレエ団）とアンジェリーナ・ボロンツォーワ（ミハイロフスキー劇場バレエ団）の招聘を取りやめると発表した。「来日が難しい状況」と説明している。

## スタッフ（2024年4月時点）
- 芸術監督：三谷恭三
- バレエミストレス：小倉佐知子、沢田加代子、狭間祥子、志賀三佐枝、ゆうきみほ
- バレエマスター：イルギス・ガリムーリン
- アシスタント・バレエミストレス：青山季可
- チルドレン・バレエミストレス：鈴木理奈
- オーディオビジュアルアーカイブ：鷲崎桂一
- ワードローブマネージャー：大月ミチル
- ライブラリアン：天池穂高
- バレエ団教師：川口ゆり子、山内貴雄、田中祐子、橋本尚美、佐藤朱美[8][9]

## 団員

### 主な団員（2024年4月時点）
| - 坂西麻美 - 田中祐子 - 青山季可 - 久保茉莉恵 - 茂田絵美子 - 日髙有梨 | - 織山万梨子 - 米澤真弓 - 佐藤かんな - 三宅里奈 - 光永百花 - 上中穂香 | - 逸見智彦 - 塚田渉 - 保坂アントン慶 - 京當侑一籠 - 今勇也 - 中島哲也 | - 清瀧千晴 - 石田亮一 - 大川航矢 - 濱田雄冴 - 坂爪智来 - 細野生 |

### 過去の団員
- 草刈民代
- 上野水香
- 柄本奈美[12]
- 中家正博[13]
- 伊藤友季子
- 中川郁[14]
- ラグワスレン・オトゴンニャム[15]
- 阿部裕恵[16]
- 水井駿介[17]
- 菊地研[18]

## 主なレパートリー
| - 白鳥の湖 - くるみ割り人形 - 眠れる森の美女 | - ライモンダ - ドン・キホーテ - ジゼル | - ノートルダム・ド・パリ - リーズの結婚 - セレナーデ | - 誕生日の贈り物 - アルルの女 - デューク・エリントン・バレエ |

## 受賞歴
- 文部省芸術祭奨励賞（1961年、1962年）
- 芸術選奨文部大臣賞（1964年）